# بيتر جونز
بيتر جونز (بالإنجليزية: Peter Jones)‏ (و. 1933 – 2017 م) هو سياسي، وفلاح، من أستراليا، ولد في لاونسستون، توفي في بيرث، عن عمر يناهز 84 عاماً.

## مناصب
تولى منصب Member of the Western Australian Legislative Assembly (30 مارس 1974–8 فبراير 1986).

## التعليم
تعلم في Launceston Church Grammar School ‏.

## جوائز
حصل على جوائز منها:
- معين للحصول على نيشان أستراليا (26 يناير 2001)[2]
- ميدالية الذكرى المئوية (1 يناير 2001).[3]